# Гафний
| 72         | Гафний |
| Hf178,49   |        |
| 4f145d26s2 |        |

Га́фний (химический символ — Hf, от лат. Hafnium) — химический элемент 4-й группы (по устаревшей классификации — побочной подгруппы четвёртой группы, IVB) шестого периода периодической системы химических элементов Д. И. Менделеева, с атомным номером 72. Относится к переходным металлам. Из-за химической схожести с цирконием он стал последним открытым нерадиоактивным элементом (то есть имеющим стабильные изотопы), его открыли только в 1923 году.
Простое вещество гафний — тяжёлый тугоплавкий металл серебристо-белого цвета.

## История открытия и происхождение названия
Элемент был открыт в 1923 году.
Гафний искали среди редкоземельных элементов, так как не было выяснено строение 6-го периода системы Д. И. Менделеева. В 1911 году французский химик Жорж Урбен объявил об открытии нового элемента, названного им кельтием. В действительности он получил смесь, состоящую из иттербия, лютеция и небольшого количества гафния. И только после того, как Нильс Бор на основании квантовомеханических расчётов показал, что последним редкоземельным элементом является элемент с номером 71, стало ясно, что гафний — аналог циркония.
Базируясь на выводах Бора, который предсказал его свойства и валентность, в 1923 году Дирк Костер и Дьёрдь де Хевеши систематически проанализировали рентгеноспектральным методом норвежские и гренландские цирконы. Совпадение линий рентгенограмм остатков после выщелачивания циркона кипящими растворами кислот с вычисленными по закону Мозли для 72-го элемента позволило исследователям объявить об открытии элемента, который они назвали гафнием в честь города, где было сделано открытие (лат. Hafnia — латинское название Копенгагена). Начавшийся после этого спор о приоритете между Ж. Урбеном, Д. Костером и Д. Хевеши продолжался длительное время. В 1949 году название элемента «гафний» было утверждено Международной комиссией и принято всюду.

### Мировые ресурсы гафния
Цены на гафний чистотой в 99 % в 2007 году в среднем составляли 780 USD за килограмм (по материалам infogeo.ru).
В год в мире добывается приблизительно 70 тонн гафния, и объёмы его добычи пропорциональны объёмам добычи циркония. 
Мировые ресурсы гафния в пересчёте на двуокись гафния несколько превышают 1 миллион тонн. Структура распределения этих ресурсов выглядит приблизительно следующим образом:
- Австралия — более 630 тысяч тонн,
- ЮАР — почти 287 тысяч тонн,
- США — чуть более 105 тысяч тонн,
- Индия — около 70 тысяч тонн,
- Бразилия — 9,88 тысячи тонн.

Подавляющая часть сырьевой базы гафния в зарубежных странах[где?] представлена цирконом прибрежных морских россыпей.
Запасы гафния в России и СНГ, по оценкам независимых специалистов[каких?], весьма велики[Насколько?] и в этом отношении при развитии гафниевой промышленности Россия способна стать безусловным лидером на мировом рынке гафния. Стоит также в связи с этим упомянуть весьма значительные ресурсы гафния на Украине. Основные гафнийсодержащие минералы в России и СНГ представлены лопаритом, цирконом, бадделеитом, редкометалльными щелочными гранитами.

## Физические свойства
Полная электронная конфигурация атома гафния: 1s22s22p63s23p64s23d104p65s24d105p66s24f145d2.
Гафний — блестящий серебристо-белый металл, твёрдый и тугоплавкий. В мелкодисперсном состоянии имеет тёмно-серый, почти чёрный цвет; матовый. Плотность при нормальных условиях — 13,31 г/см3. Температура плавления составляет 2506 K (2233 °C), кипит при 4876 K (4603 °C).
Гафний имеет две модификации. При комнатной температуре гафний обладает гексагональной плотноупакованной кристаллической решёткой. При температуре, равной 2016 K, гафний претерпевает аллотропическое превращение — гексагональная решётка переходит в объёмноцентрированную кубическую решётку.
Гафний обладает высоким сечением захвата тепловых нейтронов — (115 барн у естественной смеси изотопов), тогда как у его химического аналога, циркония, сечение захвата на 3 порядка меньше, около 0,2 барн. В связи с этим цирконий, используемый для создания реакторных ТВЭЛов, должен быть тщательно очищен от гафния.
Температурная зависимость теплоёмкости гафния (аналогично теплоёмкости германия — Ge) имеет аномальный вид — на кривой теплоёмкости в диапазоне температур 60—80 К наблюдается пик, который не может быть объяснён никакой теорией, предполагающей гуковский закон сил, так как никакая суперпозиция эйнштейновских функций не даёт кривой с максимумом. В данном случае аномальный вид кривой теплоёмкости определяется суперпозицией колебательной (дебаевской) и диффузионной (больцмановской) компонент поглощения тепла кристаллической решёткой.

### Изотопы гафния
Известно более 30 изотопов гафния с массовыми числами от 153 до 188 (количество протонов составляет 72, нейтронов — от 81 до 116), и 26 ядерных изомеров. 5 изотопов стабильны и встречаются в природе (176Hf, 177Hf, 178Hf, 179Hf, 180Hf). Благодаря огромному периоду полураспада (период полураспада 2×1015 лет) в природе встречается один нестабильный изотоп, 174Hf.
Известен изомер гафния 178m2Hf. Он привлёк внимание общественности в связи с исследованиями агентства оборонных исследований DARPA по принудительному распаду изомера с выделением значительных энергий. Начали высказываться гипотезы о возможности построения гафниевой бомбы. Тем не менее в научной среде ставится под сомнение как возможность управляемого взрывного распада 178m2Hf, так и возможность получения изомера в количествах, необходимых для создания оружия.

## Химические свойства
Гафний, как и тантал, — достаточно инертный материал из-за образования тонкой пассивной плёнки оксидов на поверхности. В целом химическая стойкость гафния гораздо больше, чем у его аналога — циркония.
Лучшим растворителем гафния является фтороводородная кислота (HF) или смесь фтороводородной и азотной кислот, а также царская водка.
При высоких температурах (свыше 1000 К) гафний окисляется на воздухе, а в кислороде сгорает. Реагирует с галогенами. По стойкости к кислотам подобен стеклу. Так же, как и цирконий, обладает гидрофобными свойствами (не смачивается водой).

### Важнейшие химические соединения

#### Соединения двухвалентного гафния
- HfBr2, дибромид гафния — твёрдое вещество чёрного цвета, самовоспламеняющееся на воздухе. Разлагается при температуре 400 °C на гафний и тетрабромид гафния. Получают диспропорционированием трибромида гафния в вакууме при нагревании.

#### Соединения трёхвалентного гафния
- HfBr3, трибромид гафния — чёрно-синее твёрдое вещество. Диспропорционирует при 400 °C на дибромид и тетрабромид гафния. Получают восстановлением тетрабромида гафния при нагревании в атмосфере водорода или с металлическим алюминием.

#### Соединения четырёхвалентного гафния
- HfO2, диоксид гафния — бесцветные моноклинные кристаллы (плотность — 9,98 г/см³) или бесцветные тетрагональные кристаллы (плотность — 10,47 г/см³). Последние имеют Tпл 2900 °C, малорастворимы в воде, диамагнитны, обладают более осно́вным характером, чем ZrO2 и обнаруживают каталитические свойства. Получают нагреванием металлического гафния в кислороде или прокаливанием гидроксида, диоксалата, дисульфата гафния.
- Hf(OH)4, гидроксид гафния — белый осадок, растворяющийся при добавлении щелочей и пероксида водорода с образованием пероксогафниатов. Получают глубоким гидролизом солей четырёхвалентного гафния при нагревании или обработкой растворов солей гафния(IV) щелочами.
- HfF4, тетрафторид гафния — бесцветные кристаллы. Tпл 1025 °C, плотность — 7,13 г/см³. Растворим в воде. Получают термическим разложением соединения (NH4)2[HfF6] в токе азота при 300 °C.
- HfCl4, тетрахлорид гафния — белый порошок, сублимирующийся при 317 °C. Tпл 432 °C. Получают действием хлора на металлический гафний, карбид гафния или смесь оксида гафния(II) с углём.
- HfBr4, тетрабромид гафния — бесцветные кристаллы. Сублимируются при 322 °C. Tпл 420 °C. Получают действием паров брома на нагретую до 500 °C смесь оксида гафния(II) с углём.
- HfI4, тетраиодид гафния — жёлтые кристаллы. Сублимирует при 427 °C и термически диссоциирует при 1400 °C. Получается взаимодействием гафния с иодом при 300 °C.
- Hf(HPO4)2, гидрофосфат гафния — белый осадок, растворимый в серной и фтороводородной кислотах. Получают обработкой растворов солей гафния(IV) ортофосфорной кислотой.

## Получение
Среднее содержание гафния в земной коре — около 4 г/т. Ввиду отсутствия у гафния собственных минералов и постоянного сопутствия его цирконию, его получают путём переработки циркониевых руд, где он содержится в количестве 2,5 % от веса циркония (циркон содержит 4 % HfO2, бадделеит — 4—6 % HfO2). В мире в год в среднем добывается около 70 тонн гафния, и объёмы его добычи пропорциональны объёмам добычи циркония. Интересна особенность скандиевого минерала — тортвейтита: в нём содержится гафния в процентном отношении гораздо больше, чем циркония, и это обстоятельство очень важно при переработке тортвейтита на скандий и концентрировании гафния из него.

## Применение
Основные области применения металлического гафния — производство сплавов для аэрокосмической техники, атомная промышленность, специальная оптика.
- В атомной технике используется способность гафния к захвату нейтронов, и его применение в атомной промышленности — это производство регулирующих стержней, специальной керамики и стекла (оксид, карбид, борид, оксокарбид, гафнат диспрозия, гафнат лития). Особенностью и преимуществом диборида гафния является очень малое газовыделение (гелий, водород) при «выгорании» бора.
- В оптике применяется оксид гафния в связи с его температурной стойкостью (т. пл. 2780 °C) и очень высоким показателем преломления. Значительную сферу потребления гафния составляет производство специальных марок стекла для волоконно-оптических изделий, а также для получения особо высококачественных оптических изделий, покрытия рентгеновских зеркал, в том числе и для приборов ночного видения, тепловизоров. Схожую область применения имеет и фторид гафния.
- Карбид и борид гафния (т. пл. 3250 °C) находят применение в качестве чрезвычайно износоустойчивых покрытий и производства сверхтвёрдых сплавов. Кроме того, карбид гафния является одним из самых тугоплавких соединений (т. пл. 3960 °C) и используется для производства сопел космических ракет и некоторых конструкционных элементов газофазных ядерных реактивных двигателей.
- Гафний отличает сравнительно низкая работа выхода электрона (3,53 эВ), и поэтому он применяется для изготовления катодов мощных радиоламп и электронных пушек. В то же время это его качество наряду с высокой температурой плавления позволяет использовать гафний для производства электродов для сварки металлов в аргоне и особенно электродов (катодов) для сварки низкоуглеродистой стали в углекислом газе. Стойкость таких электродов в углекислом газе более чем в 3,7 раза выше, чем вольфрамовых. В качестве эффективных катодов с малой работой выхода применяется также гафнат бария.
- Карбид гафния в виде мелкопористого керамического изделия может служить чрезвычайно эффективным коллектором электронов при условии испарения с его поверхности в вакууме паров цезия-133, в этом случае работа выхода электронов снижается менее чем 0,1—0,12 эВ, и этот эффект может быть использован для создания высокоэффективных термоэмиссионных электрогенераторов и частей мощных ионных двигателей.
- На основе диборида гафния и никеля разработано и уже давно используется высокоизносоустойчивое и твёрдое композиционное покрытие.
- Сплавы тантал-вольфрам-гафний являются лучшими сплавами для подачи топлива в газофазных ядерных ракетных двигателях.
- Сплавы титана, легированные гафнием, применяются в судостроении (производство деталей судовых двигателей). Гафний как легирующий элемент повышает термическую стабильность сплава, увеличивает сопротивление ползучести (медленной деформации металла под воздействием постоянной нагрузки), улучшает свариваемость, механическую прочность и модуль упругости титана[12].
- Легирование гафнием никеля не только увеличивает его прочность и коррозионную стойкость, но и резко улучшает свариваемость и прочность сварных швов.
- Карбид тантала-гафния. Добавление гафния к танталу резко увеличивает его стойкость к окислению на воздухе (жаростойкость) за счёт образования плотной и непроницаемой плёнки сложных оксидов на поверхности, и, кроме всего, эта плёнка оксидов очень стойка к теплосменам (тепловой удар). Эти свойства позволили создать очень важные сплавы для ракетной техники (сопла, газовые рули). Один из лучших сплавов гафния и тантала для сопел ракет содержит до 20 % гафния. Также следует отметить большой экономический эффект при применении сплава гафний-тантал для производства электродов для воздушно-плазменной и кислородно-пламенной резки металлов. Опыт применения такого сплава (гафний — 77 %, тантал — 20 %, вольфрам — 2 %, серебро — 0,5 %, цезий — 0,1 %, хром — 0,4 %) показал в 9 раз больший ресурс работы по сравнению с чистым гафнием. Сплав карбида гафния (HfC, 20 %) и карбида тантала (TaC, 80 %) является самым тугоплавким сплавом. Кроме того, есть отдельные указания на то, что при легировании этого сплава небольшим количеством карбида титана температура плавления может быть увеличена ещё на 180 градусов.
- Самым тугоплавким материалом на 2022 год являлась керамика из карбонитрида гафния (HfC0.5N0.35) (около 4200 °С), обладающая высокой механической прочностью[13][14].
- Легирование гафнием резко упрочняет многие сплавы кобальта, очень важных в турбостроении, нефтяной, химической и пищевой промышленности.
- Гафний используется в некоторых сплавах для сверхмощных постоянных магнитов на основе редких земель (в частности, на основе тербия и самария).
- Добавлением 1 % гафния в алюминий получают сверхпрочные сплавы алюминия с размером зёрен металла 40—50 нм. При этом не только упрочняется сплав, но и достигается значительное относительное удлинение и повышается предел прочности при сдвиге и кручении, а также улучшается вибростойкость.
- Диэлектрики с высокой диэлектрической проницаемостью на основе оксида гафния в течение следующего десятилетия заменят в микроэлектронике традиционный оксид кремния, что позволит достичь гораздо более высокой плотности элементов в чипах[15]. С 2007 года диоксид гафния используется в 45-нм процессорах Intel Penryn[16][17]. Также в качестве диэлектрика с высокой диэлектрической проницаемостью в электронике применяется силицид гафния. Сплавы гафния и скандия применяются в микроэлектронике для получения резистивных плёнок с особыми свойствами.
- Гафний используется для производства высококачественных многослойных рентгеновских зеркал.
- Гафниевая бомба

## Биологическая роль
Гафний не играет никакой биологической роли в организме.